# Torje Olsen Solberg
Torje Olsen Solberg (n. 11 februarie 1856 - d. 1 octombrie 1947) a fost un politician norvegian pentru Partidul Liberal.
S-a născut în localitatea Holt și a petrecut cea mai mare parte a vieții sale ca fermier. A fost membru al Consiliului municipal Holt din 1896 până în 1898 iar din 1904 până în 1919, servind ca primar adjunct în anii 1904-1910, 1913 și 1916. El a fost un reprezentant adjunct la Parlamentul norvegian în anii 1916-1918.